# Società Sportiva Pro Gorla Sezione Calcio Ausonia 1919-1920
Questa pagina raccoglie i dati riguardanti la Società Sportiva Pro Gorla Sezione Calcio Ausonia nelle competizioni ufficiali della stagione 1919-1920.

## Organigramma societario
Area direttiva
- Presidente: Luigi Del Grande
- Consiglieri: Ambrogio Ferrario, Mario Forni, rag. Ettore Reggiani, Valeriano Rusconi, Ferruccio Seghio, Egidio Tornetti, Giuseppe Tornaghi, Alfonso Valerio.
- Revisori: rag. Piero Canonica e Franco E. Colombo.
- Recapito: Luigi Del Grande, Via Ospedale 4 - Milano
- Sede: Via Giuseppe Candiani, Bovisa.

Area organizzativa
- Segretario generale: rag. Riccardo Beretta

Area tecnica
- Commissione Tecnica

## Rosa
| N. |                   | Ruolo | Calciatore      |
| -- | ----------------- | ----- | --------------- |
|    | Italia (bandiera) | A     | Osvaldo Aliatis |
|    | Italia (bandiera) | C     | Cesare Balbo    |
|    | Italia (bandiera) | C     | Michele Bonello |
|    | Italia (bandiera) | D     | Brezzi          |
|    | Italia (bandiera) | A     | Giovanni Chiadò |
|    | Italia (bandiera) | A     | Covezzi (I)     |
|    | Italia (bandiera) | C     | Covezzi (II)    |

| N. |                   | Ruolo | Calciatore            |
| -- | ----------------- | ----- | --------------------- |
|    | Italia (bandiera) | P     | Luigi Draga           |
|    | Italia (bandiera) | A     | Lanzetti              |
|    | Italia (bandiera) | C     | Macchi                |
|    | Italia (bandiera) | D     | Mambrini (I)          |
|    | Italia (bandiera) | A     | Alfredo Mambrini (II) |
|    | Italia (bandiera) | C     | Mutti                 |
|    | Italia (bandiera) | A     | Riva                  |